# Michail Zarickij
Michail Zarickij (in russo Михаил Зарицкий?, angl. Mikhail Zaritskiy; Leningrado, 3 gennaio 1973) è un ex calciatore russo naturalizzato lussemburghese, di ruolo attaccante.

## Carriera
Durante la sua carriera da professionista ha giocato in Unione Sovietica, Russia, Germania, Lussemburgo e Grecia vestendo in 15 occasioni la divisa della Nazionale lussemburghese.